# Ommatius flavipyga
Ommatius flavipyga là một loài ruồi trong họ Asilidae. Ommatius flavipyga được Becker miêu tả năm 1925. Loài này phân bố ở miền Ấn Độ - Mã Lai.